# Nawel Ben Kraiem
Nawel Ben Kraiem, née en 1988 en Tunisie, est une auteure-compositrice-interprète, productrice et actrice franco-tunisienne.

## Biographie
Elle grandit en Tunisie jusqu’à l'âge de seize ans. Elle arrive à Paris en 2004, chante dans des bars et fonde le groupe Cirrus avec qui elle chante en quatre langues. L’album Mama Please sort en 2009 et obtient le prix « Découverte » décerné la même année par Monte Carlo Doualiya et Radio France internationale à Alexandrie en Égypte.
Après une tournée avec le groupe Orange Blossom en 2010, elle entreprend un projet en solo. En 2011, dans un contexte post-révolution, elle retourne en Tunisie et collabore avec le collectif Enti Essout qui regroupe des artistes de la scène alternative. En 2012, elle chante et joue dans le film Indignados de Tony Gatlif.
Elle auto-produit un extended play en 2013, avec lequel elle fait des premières parties de Susheela Raman, Natacha Atlas et du groupe Zebda, en France, en Turquie, en Tunisie, en Égypte et en Espagne.
En 2015, elle est repérée par Pascal Obispo, qui lui présente Pierre Jaconelli ; celui-ci réalise son extended play, Navigue, sorti en 2016 et avec lequel elle est lauréate du concours « Mon Premier Grand Studio » de RTL.
Par la suite, elle est invitée à participer à l’album de reprises collectif et métissé Méditerranéennes, porté par Julie Zenatti et sorti en mars 2017. Elle y chante quatre chansons dont Beautiful Tango reprise d’Hindi Zahra, qui est le deuxième single de l’album.
Elle rejoint en 2017 le label Capitol Music France.
En parallèle de son parcours de chanteuse, elle multiplie les expériences en tant que comédienne et anime aussi des ateliers d’écriture avec des associations, notamment à la maison d’arrêt pour hommes de Fleury-Mérogis.

## Filmographie

### Films
- 2012 : Indignados de Tony Gatlif
- 2012 : Je ne suis pas mort de Mehdi Ben Attia
- 2017 : L'Amour des hommes de Mehdi Ben Attia

### Musique de films
- 2011 : Yasmine et la révolution de Karin Albou
- 2015 : Voiler la face[4] d'Ibtissem Guerda
- 2019 : Tu mérites un amour de Hafsia Herzi

## Théâtre
- 2013 : Les démineuses de Milka Assaf, au 20e théâtre
- 2016 : La neuvième nuit nous passions la frontière de Marcel Bozonnet, à la Maison des métallos[5]
- 2020 : Où vont les dunes de Nawel Ben Kraiem et Marcel Bozonnet, à la Maison de la Poésie
- 2021 : Je chante un secret de Nawel Ben Kraiem, mise en scène de Marcel Bozonnet et Sarah Sanders, au Festival d'Avignon off

## Discographie
- 2009 : Mama Please avec Cirrus - Iris Music/Harmonium mundi
- 2013 : Nawel
- 2016 : Navigue - Just for Entertainment[6]
- 2017 : Méditerranéennes - Capitol Records
- 2018 : Par mon nom - Capitol Records
- 2020 : Délivrance - Nownaw/Pias
- 2022 : Je chante un secret - Nownaw/Mad/Pias
- 2024 : Arabic Touch (compilation) - Nownaw/Beleive

## Publications
- J'abrite un secret, Paris, Éditions Bruno Doucey, coll. « Jeunes plumes », 2021, 104 p. (ISBN 978-2-36229-371-9).
- Le corps don, Paris, Éditions Bruno Doucey, coll. « L'autre langue », 2024, 120 p. (ISBN 978-2-36229-463-1).